# ぴおシティ
ぴおシティは、神奈川県横浜市中区桜木町にある複合施設で、横浜市営地下鉄桜木町駅の駅ビル。正式名称は桜木町ゴールデンセンター。

## 概要

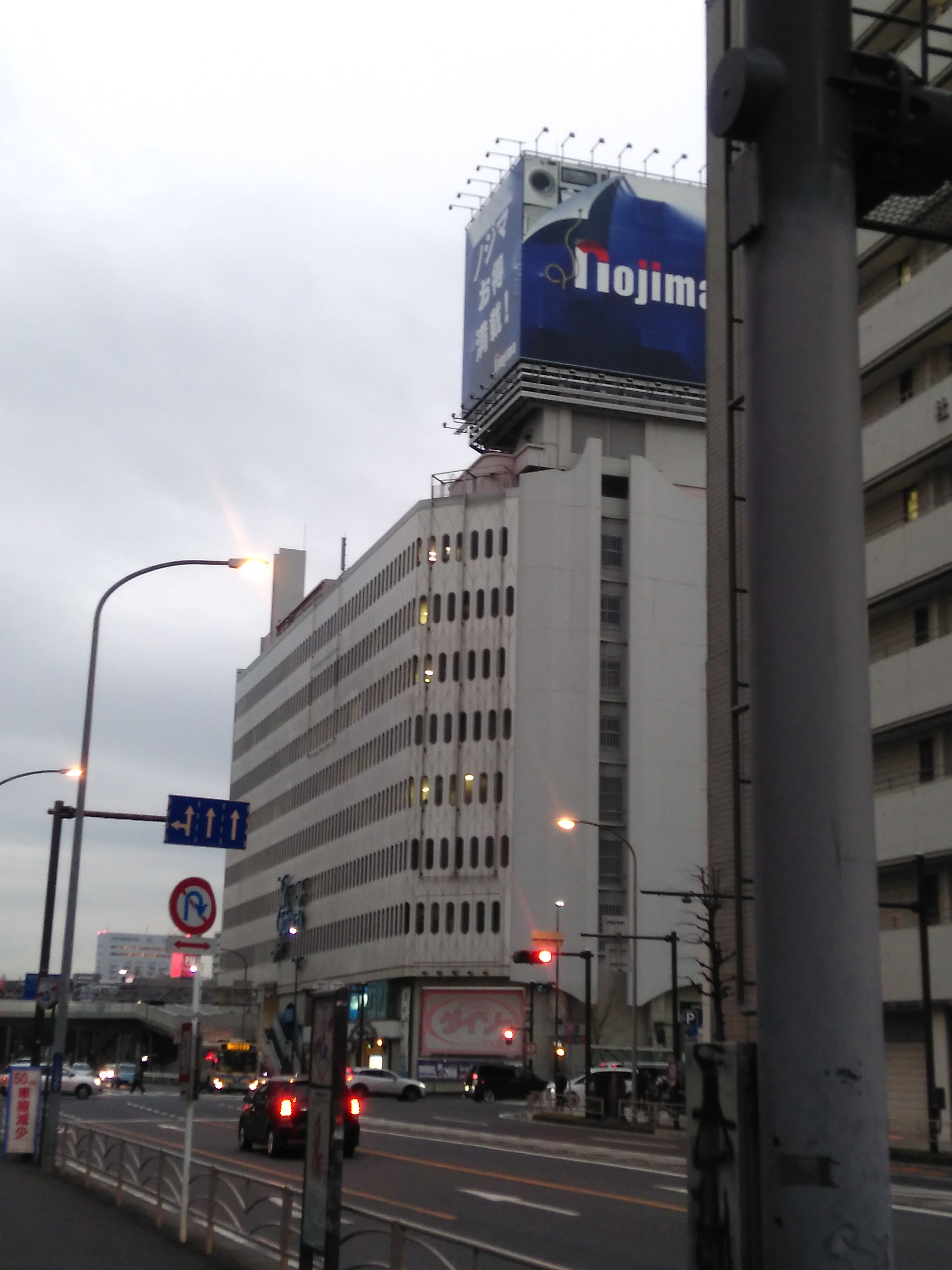
現在のぴおシティ

国道16号と桜川新道（新横浜通り）に挟まれた、地上10階・地下3階の建物。野毛の入口と言うこともあり、根岸線を挟んだみなとみらい地区とは異なった趣がある。1日当たりの来館者は約7,000人。
地下2階は飲食店街で、低価格で楽しめる居酒屋や喫茶店などが軒を連ねており、横浜市営地下鉄の桜木町駅とも直結している。
地下1階から地上3階まではショッピング街。地下1階には食料品店や雑貨、100円ショップなどがあり、野毛ちかみちともつながっている。1階は国道16号に面し、ドラッグストアのクリエイトが入居。2階は空室で、横浜桜木郵便局方面とを結ぶ歩道橋とも連絡している。3階には骨董品店、書道用品店、ギャラリーなどが入居している。4・5階は調剤薬局、医療専門学校などがある。6階はオフィス。7階には会員制場外勝馬投票券発売所のジョイホース横浜、8・9・10階には会員制の競輪場外車券売場およびオートレース場外車券売場であるサテライト横浜・オートレース横浜が入居。ジョイホースおよびサテライトへの出入りは、それぞれの専用エレベーターから行う。
屋上には横浜発祥のコーヒー会社キーコーヒー、それ以前には東芝のネオン広告が長年飾られていた。遅くとも2015年頃からは広告がなかったが、2019年頃からノジマの広告が設置されている。建物完成当時の所有者は「株式会社ゴールデンセンター」と6名の所有者による共有、1981年より三菱地所が経営に加わったが、現在は横浜協進産業ほか4社の区分所有に移っている。

## 歴史

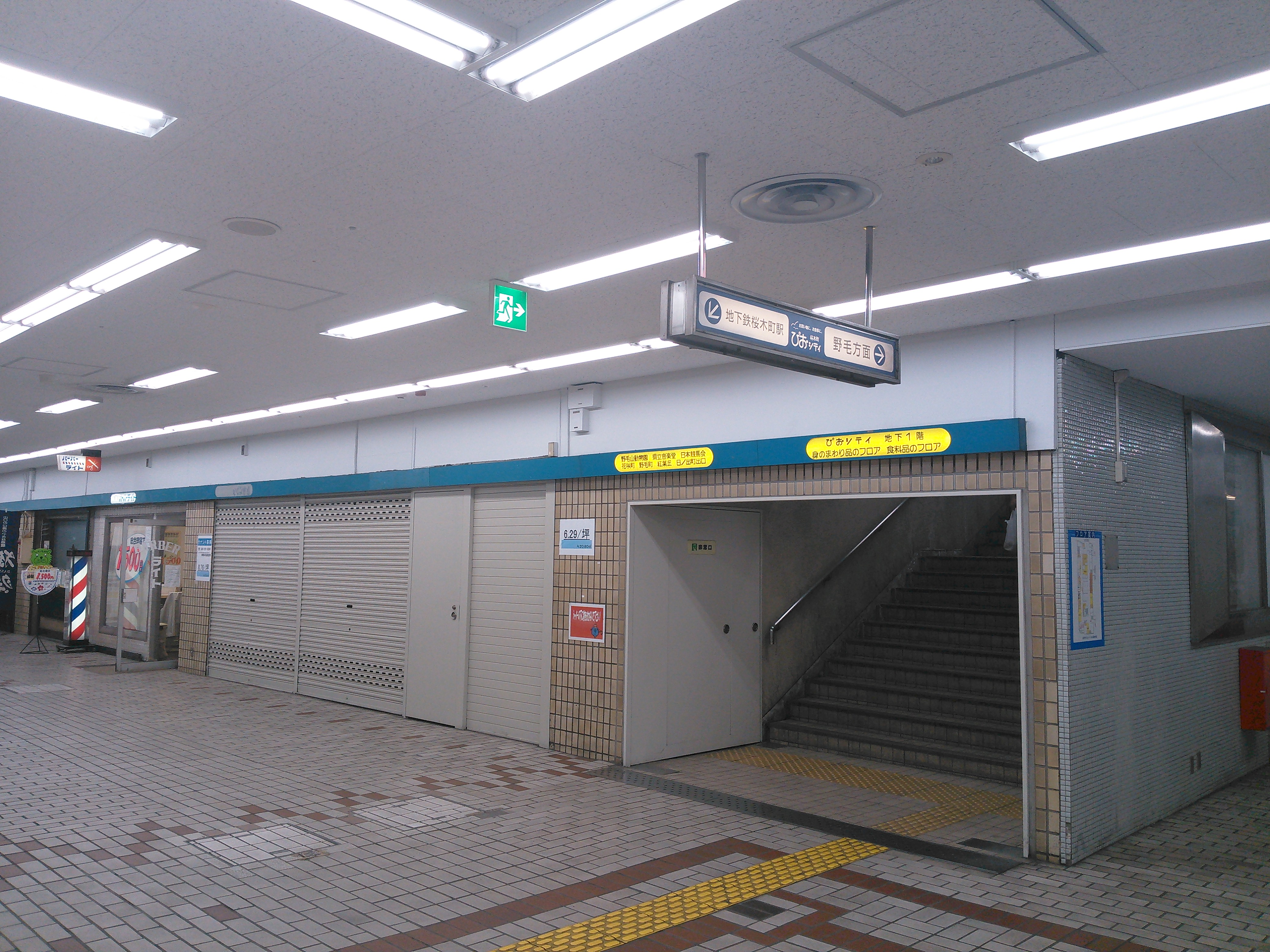
ぴおシティの地下フロア。案内サインは地下鉄開通当初に使用されていたサインシステム「リニアサイン」に類似した意匠が採用されている

- 第二次世界大戦後、桜木町駅前の一角には協進デパートのほか、パチンコ店や喫茶店、飲食店が営業していた。1963年頃より、地主7名により再開発を計画。横浜市の指導のもと、地下鉄の乗り入れを条件に建設が進められた[2]。
- 1968年4月30日に、桜木町ゴールデンセンター竣工。同年5月11日に、オフィス・ショッピング街・飲食店街を合わせた複合施設として開業した。開業当初より、地下3階に横浜市営地下鉄桜木町駅の設置を予定した空間が用意されていた。しかし首都高速横羽線を半地下構造とすることが決定したことにより、横浜市営地下鉄関内駅東側の大江橋付近で干渉した。そのため横浜市営地下鉄関内駅の設置場所を北側に変更して線形を変更し、また当初の計画よりもさらに深い位置を通ることになった。しかし駅の設置場所をビルの地下3階から地下4階に変更すると、桜木町駅の構造体にかかる荷重が過大になり建設費用がかさむことから、改札口はそのままビルの地下3階に、ホームは新横浜通り直下の地下4階（海抜 -20m）に設置されることになった[4][5][6]。
- 1976年には横浜市営地下鉄桜木町駅が開業、桜木町ゴールデンセンターの地下2階フロアと直結。
- 1981年12月、三菱地所が株式会社ゴールデンセンターより、桜木町ゴールデンセンターの89%の権利を取得。1982年4月の改装を機に、「ぴおシティ」の愛称が付けられた。1982年3月には横浜駅東口の横浜スカイビルの筆頭株主となる。両ビルへの参画は、三菱グループが社運をかけた横浜みなとみらい21の南と北の玄関口を押さえる思惑があった[7][8]。
- 1999年には東急東横線（2004年廃止）・JR根岸線・横浜市営地下鉄ブルーラインの桜木町駅と野毛地区とを結ぶ地下道「野毛ちかみち」が完成。ぴおシティの地下フロアと直結。
- 2004年10月にサテライト横浜、2010年2月にはジョイホース横浜が開場した[3]。